# 漢丹線
漢丹線（かんたんせん）は、湖北省の武漢市から丹江口市を結ぶ中国国鉄の鉄道路線である。

## 概要
京広線の漢西駅から北西へ向かい、随州市を経て襄陽市（元襄樊市）で焦柳線と交差し、老河口東から丹江口市へ至る路線である。襄樊～老河口東（元莫家営）間は襄渝線と共用であり、武漢～襄樊間は襄渝線と併せて武漢と重慶を結ぶ幹線である。漢西/漢口～老河口東間が複線電化され、老河口東～丹江間は単線非電化で、全線416km（漢西～丹江間）が武漢鉄路局管轄である。

## 歴史

### 開通まで
1958年9月に湖北省委員会は漢口～丹江口間に地方鉄路を作る事に決定し、漢丹鉄路修建指揮部を成立させ、10月に東西両端から着工した。1959年5月には民工が農繁期に入ったのと資金不足から東側の武漢～襄樊間は工事を中断した。西側の襄樊～丹江口間は工事を継続し、1960年6月1日に開通した。1960年2月に資金と人手を集めて東側の工事を再開し、年末には路盤まで建設した。1961年11月には随県まで、1962年3月には唐県鎮まで建設されたが、残りの唐県鎮～襄樊間は再び工事を中止した。1963年1月に東側は湖北省地方鉄路から国営に移管し、1965年3月に残りの区間を着工、10月には線路が敷設されて全線開通した。1966年1月1日に開通式典が行われ、襄樊～丹江口間も国営に移管した。

### 開通後
1973年10月19日に襄渝線が全線開通し、1978年6月1日に正式営業開始した。2002年9月に単線のまま最高速を時速140kmと速度向上させた。2004年12月に武漢～襄樊間を、2005年7月6日に襄樊～老河口東間の複線化工事を着工した。2007年1月28日に漢口～新溝間が複線化された。2008年8月11日に隔蒲～雲夢間が、8月27日に棗陽～琚湾間が複線化された。2009年6月に武漢～襄樊間全線が複線化され、7月28日に武漢～襄樊間の電化が完成し、10月31日には襄渝線の複線電化に伴い襄樊～老河口東間が複線電化された。2010年9月13日に武漢～襄樊間全線の踏切が全て立体化された。老河口東～丹江間は2000年に旅客輸送を停止し、貨物輸送のみ行っていたが、複線電化する計画がある。

## 接続路線
- 漢西駅：京広線
- 漢口駅：京広線、合武線
- 長江埠駅：長荊線（中国語版）
- 厲山駅：小厲連絡線経由で寧西線小林駅に接続[13]
- 襄樊駅：焦柳線、襄渝線
- 老河口東駅：襄渝線